# Eldorado megye
Eldorado egy megye Argentína északkeleti részén, Misiones tartományban. Székhelye Eldorado.

## Népesség
A megye népessége a közelmúltban a következőképpen változott:
| Év   | Lakosság |
| ---- | -------- |
| 2001 | 67 183   |
| 2010 | 78 221   |